# ミオパチー顔貌
ミオパチー顔貌（ミオパチーがんぼう）は、浅頭筋の障害によって眼輪筋･口輪筋の麻痺のために起こる一連の徴候である。
閉眼できず、兎眼となり、笑うときに口角が上がらないので水平の口（横笑い）となる。
また、口笛が吹けない、ストローで水が飲めないなどの症状を呈する。

## 参考
http://www.niigata-nh.go.jp/sinnai/dmd/iroiro.htm